# Carl Lundström
Pour les articles homonymes, voir Lundström.
Carl Ulf Sture Lundström, né le 13 avril 1960 à Filipstad en Suède et mort le 10 mars 2025, est un homme d'affaires suédois.

## Biographie
Carl Lundström est le fils d'Ulf Lundström et le petit-fils de Karl Edvard Lundström, fondateur du plus grand producteur de pain croquant suédois au monde. Lorsque son père, Ulf Lundström est mort en 1973, Carl Lundström est l'un des cinq héritiers de l'entreprise Wasabröd.
En 1982, Wasabröd est vendu à la société pharmaceutique suisse Sandoz. Carl Lundström fonde et finance alors un certain nombre d'entreprises, notamment le fournisseur suédois de télécommunications, d'Internet et de co-implantation[pas clair] Rix Telecom, aujourd'hui disparu.
Le 10 mars 2025, il meurt dans le crash de son avion, un Mooney M20, dans la région montagneuse de Velika Planina en Slovénie.

## Affiliations politiques
Carl Lundström participe à diverses organisations politiques d'extrême droite en Suède.
En 1991, Carl Lundström finance le Parti suédois du progrès (en suédois : Framstegspartiet), qui fusionne ensuite avec le parti des Démocrates de Suède (en suédois : Sverigedemokraterna).
En 2005, Carl Lundström participe à un groupe d'opposition au sein de l'Association des contribuables suédois, protestant contre la position passive de l'association sur la question des coûts de l'immigration.

## Procès deThe Pirate Bay
Entre 2003 et 2005, Rix Telecom, la société de Carl Lundström, fournit des services et de l'équipement du BitTorrent pour les serveurs de The Pirate Bay. Carl Lundström est l'un des quatre accusés dans le procès de The Pirate Bay pour « violation du droit d'auteur ».
Le 17 avril 2009, le tribunal du district de Stockholm juge tous les défendeurs coupables et les condamnent à un an de prison et à payer conjointement 30 millions de couronnes suédoises (SEK) soit 2,70 millions d'euros, de dommages-intérêts. Le verdict fait l'objet d'un appel,,.
L'appel est un succès partiel, car sa peine est réduite à quatre mois de prison, mais l'amende est portée à 32 millions de SEK. Il a purgé sa peine.